# تربونگه
تربونگه (به صربی: Trbunje) یک منطقهٔ مسکونی در صربستان است که در بلاتسه واقع شده‌است. تربونگه ۵۵۹ نفر جمعیت دارد.